# ホワイト・ベア・シアター
ホワイト・ベア・シアター (英語: White Bear Theatre) は1988年にロンドンのケニントンにあるホワイト・ベア・パブに創設されたフリンジ・シアターである。芸術監督は創設者でもあるマイケル・キングズベリがつとめている。ロンドンでも最も長く営業を続けているパブシアターのひとつである。創設時より、新作上演と、あまりよく知られていない歴史的作品を上演するロスト・クラシックス・プロジェクト (Lost Classics Project) の両方に力を入れている。

## 来歴
1988年にロンドンのケニントンにあるホワイト・ベア・パブに創設されたフリンジ・シアターであり、創設者で芸術監督であるマイケル・キングズベリが運営している。50席ほどの小劇場で、新作上演及び長らく上演されていない古い戯曲の復活上演に焦点をあてた活動をしている。ロンドンでも最も長く営業を続けているパブシアターのひとつである。

## ロスト・クラシックス・プロジェクト
長年上演されていないような戯曲を上演するロスト・クラシックス・プロジェクトを実施している。このプロジェクトで上演された作品には王政復古演劇、ヴィクトリア朝の笑劇、スペイン黄金世紀演劇などが含まれているが、近世イングランド演劇も多い。シェイクスピアズ・グローブの Read Not Dead のシリーズやロイヤル・シェイクスピア・カンパニーのジャコベサンシーズンと並んで「シェイクスピア以外の戯曲を非常に広範囲に」とりあげており、「21世紀の「近世レパートリー」を再構築する」影響力ある試みであると評価されている。このプロジェクトでトマス・デッカーとジョン・ウェブスターの『西行きだよーお！』やベン・ジョンソンの最後の芝居であるThe Magnetic Ladyが現代になってから初めて上演された。2015年にはウィリアム・シェイクスピアとジョン・フレッチャーの合作である『二人の貴公子』を上演している。
本劇場では、ジョン・オズボーンの失われた芝居と考えられていた初期作であるPersonal EnemyとThe Devil Inside Himも上演されている。 

## 受賞
- 2001年 - Time Out Best Fringe Venue[6]
- 2012年 - Empty Space Peter Brook Awards – Mark Marvin Rent Subsidy Award: Instant Classics Company in association with White Bear Theatre[7]